# Joseph Anthony
Pour les articles homonymes, voir Anthony.
Joseph Deuster, connu sous le pseudonyme de Joseph Anthony, né le 24 mai 1912 à Milwaukee, dans le Wisconsin, et mort le 20 janvier 1993 à Hyannis, dans le Massachusetts, est un acteur et un réalisateur américain.

## Filmographie

### Scénariste
- 1936 : Deux Enfants terribles (And So They Were Married) d'Elliott Nugent

### Réalisateur
- 1956 : Le Faiseur de pluie (The Rainmaker)
- 1958 : La Meneuse de jeu (The Matchmaker)
- 1958 : Rendezvous, série télévisée ; épisode The White Circle
- 1959 : En lettres de feu (Career)
- 1961 : Il a suffi d'une nuit (All in a Night's Work)
- 1961 : Brenner, série télévisée ; épisode The Thin Line
- 1962 : L'Arsenal de la peur (La città prigioniera)
- 1965 : Profiles in Courage, série télévisée ; épisode George Mason
- 1972 : Tomorrow (en)

### Acteur
Cinéma
- 1934 : Hat, Coat, and Glove (en) de Worthington Miner (en) (npn crédité)
- 1941 : L'Ombre de l'Introuvable (Shadow of the Thin Man) de W. S. Van Dyke : Fred Macy
- 1942 : Un Américain pur sang (Joe Smith, American) de Richard Thorpe : Conway

Télévision
- 1950 - 1951 : Danger, série télévisée (7 épisodes)
- 1951 - 1952 : The Web, série télévisée (4 épisodes)
- 1951 - 1952 : Kraft Television Theatre, série télévisée (2 épisodes)
- 1952 : Schlitz Playhouse of Stars, série télévisée (1 épisode)
- 1952 : Lights Out, série télévisée (1 épisode)
- 1952 : Lux Video Theatre, série télévisée (1 épisode)
- 1952 - 1953 : Tales of Tomorrow, série télévisée (3 épisodes)
- 1952 - 1954 : Suspense, série télévisée (4 épisodes)
- 1953 : Short Short Dramas, série télévisée (1 épisode) : M. Frost
- 1953 : Eye Witness, série télévisée (1 épisode)
- 1953 : The Revlon Mirror Theater, série télévisée (1 épisode)
- 1953 : The Gulf Playhouse, série télévisée (1 épisode)
- 1953 : Medallion Theatre, série télévisée (1 épisode)
- 1954 : Kraft Television Theatre, série télévisée (1 épisode)
- 1955 : The Philco Television Playhouse, série télévisée (1 épisode)
- 1956 : The Alcoa Hour, série télévisée (1 épisode)
- 1957 : Studio One, série télévisée (1 épisode) : le gouverneur
- 1960 : Les Incorruptibles (The Untouchables), série télévisée (1 épisode) : Victor Bardo
- 1964 : Les Accusés (The Defenders), série télévisée (1 épisode) : Dr Edmund Shubick
- 1965 : The Nurses, série télévisée (1 épisode)
- 1965 : For the People, série télévisée (1 épisode)